# دلتونا (فلوریدا)
دلتونا (به انگلیسی: Deltona) شهری در شهرستان ولوسیا، فلوریدا است که در سال ۱۹۹۵ بنیان‌گذاری شده‌است. این شهر طبق سرشماری سال ۲۰۱۰ میلادی، ۸۵٬۱۸۲ نفر جمعیت داشته و مساحت آن نیز ۱۰۶٫۴ کیلومتر مربع است.